# 杉村悦郎
杉村 悦郎（すぎむら えつろう、1950年6月27日 - ）は、日本の伝記作家。フリーライター。
新撰組の二番隊長であった永倉新八のひ孫（長男の孫）にあたる。

## 略歴
北海道北檜山町生まれ。北海道札幌東高等学校、明治大学文学部卒業。大学卒業後に札幌に戻り、タウン誌の編集長や広告制作会社のコピーライターを経て、現在、フリーライターの傍ら、主に曽祖父永倉新八の伝記を綴る。
平成17年「板橋の慰霊碑と永倉新八」により新撰組研究論文大会優秀賞を受賞。

## 著書
- 『新選組 永倉新八外伝』2003年、新人物往来社
- 『子孫が語る永倉新八』2009年、新人物往来社
- 『新選組永倉新八のひ孫が作った本』2005、柏艪舎

## 親族
- 弟 杉村重郎（アニメプロデューサー）
- はとこ 杉村和紀（テレビディレクター）『新選組永倉新八のひ孫が作った本』の共編著[5]